# Christianus Cellarius
Christianus Cellarius (Izenberge, ca. 1500 - Maastricht, 1554) was een zestiende-eeuws humanist.

## Levensloop
Cellarius, ook genaamd Cellarius 'Furnensius' of 'Furnius', werd leraar Grieks, eerst in Leuven, daarna in Sint-Winoksbergen, waar hij rector was van de scholen in deze stad.
Hij publiceerde verschillende werken voor (en tegen) de bedelarij. Hij pleitte voor een georganiseerde bijstand van de behoeftigen.
Rond 1550 werd in Veurne het bedelen verboden. Cellarius vond dit onaanvaardbaar en oordeelde dat iedereen het recht had in zijn eigen levensonderhoud te voorzien, desnoods door te bedelen.
Blijkens zijn publicaties was Cellarius in 1530 voorstander en het volgend jaar tegenstander van de bedelorden.
Begin 1551 vestigde Cellarius zich met zijn vrouw in Maastricht, in gezelschap van Jacob Bathen, gewezen boekdrukker van de universiteit van Leuven. Ze werden er ingeschreven op 13 april 1551 als 'constenaers van boecken te drucken' en kregen vergunning een drukkerij op te richten, de eerste met naam bekende drukkerij in Maastricht.
Nadat het stadsbestuur vernomen had dat Cellarius een geleerd man was met veel ervaring op het gebied van onderwijs, werd hem terstond het rectoraat van de Latijnse stadsschool aangeboden. Deze school was in 1532 opgeheven bij gebrek aan een geschikte rector. Cellarius nam het ambt op en heropende de Latijnse school. Hij oordeelde dat deze bezoldigde activiteit geen beletsel vormde voor de wetenschappelijke arbeid die hij verrichtte voor de drukkerij van Bathen. Hij oefende de beide activiteiten uit tot aan zijn dood drie jaar later. Zowel zijn weduwe als drukker Bathen verlieten kort daarna Maastricht.

## Publicaties
- (samen met Hendrik Peetersen) Oratio pro pauperibus, ut eis liceat mendicare, Antwerpen, H. Petrus Middelburgensis, 1530.
- Oratio contra mendicitatem publicam pro nova Pauperum Subventione, Antwerpen, H. Petrus Middelburgensis, 1531.
- Carmen heroicum de bello per Carolum V (...) (Heldendicht over den veldtocht van Karel V in Hongarije tegen Soliman, keizer van Turkije), Antwerpen, J. Grapheus, 1533.
- Pronosticatio Ridicula Sed Semper Verissima in Moriopago calculata. Item Carmen rhitmicum ad Bacchum, Antwerpen, J. Grapheus, 1533.
- De incendio excitato in civitate Delpht carmen (De brand van Delphi), Antwerpen, Guilielmus Spyridipoeus, 1536. Gedigitaliseerd exemplaar
- Carmina scholastica, Maastricht, J. Bathen, 1553.